# أوثنييل تشارلز مارش
أوثنييل تشارلز مارش (بالإنجليزية: Othniel Charles Marsh) (29 أكتوبر 1831 – 18 مارس 1899 ) هو عالم إحاثة أمريكي. كان مارش من أبرز العلماء في مجاله، حيث اكتشف ووصف عشرات الأنواع الجديدة ووضع عدداً من النظريات حول أصل الطيور.
لم يولد أوثنييل لعائلة ثرية، إلّا أنه كان قادراً على تحمل مصاريف التعليم العالي بفضل كرم خاله الثري جورج بيبودي. وسافر العالم بعدما تخرجه من كلية ييل عام 1860، ودرس التشريح وعلم المعادن وعلم الأرض. وقد حصل على منصب تدريسي في ييل عند عودته للولايات المتحدة. وتنافس مع عالم الأحفوريات إدوارد درينكر كوب خلال الفترة ما بين سبيعنيات حتى تسعينيات القرن التاسع عشر في ما يُعرف الآن بحرب الأحافير.

## وصلات خارجية
- أوثنييل تشارلز مارش على موقع الموسوعة البريطانية (الإنجليزية)
- أعمال أو نبذة عن أوثنييل تشارلز مارش على أرشيف الإنترنت